# Касабланка — Сеттат
Касабла́нка — Сетта́т (араб. الدار البيضاء — سطات, бербер. ⴰⵏⴼⴰ-ⵙⵟⵟⴰⵟ) — один з дванадцяти регіонів Марокко. Є найбільшим у королівстві регіоном за чисельністю населення (6 861 739 осіб за переписом 2014 року). Адміністративний центр — місто Касабланка, найбільше місто Марокко.

## Основні дані
Регіон Касабланка — Сеттат був утворений внаслідок адміністративної реформи у вересні 2015 року, об'єднавши колишній регіон Велика Касабланка, провінції Сіді-Беннур і Мазарган (колишній регіон Дуккала — Абда), провінції Бен-Сліман, Беррешід і Сеттат (колишній регіон Шавія — Вардіга). Свою назву регіон отримав за містами Касабланка і Сеттат.

## Географія
Регіон розташований у центральній частині країни на узбережжі Атлантичного океану. Межує з регіонами Рабат — Сале — Кенітра на північному сході, Бені-Меллаль — Хеніфра на південному сході та Марракеш — Сафі на півдні. Частина кордону з регіоном Марракеш — Сафі проходить по річці Умм-ер-Рбія, яка тече на північний захід і впадає в океан в місті Аземмур. Річка ділить регіон на дві рівнини: Дуккала на заході і Шаує на сході. Водопостачання забезпечуюється кількома водосховищами, зокрема Ель-Массірою на Умм-ер-Рбії і водосховищем на річці Уед-Меллах на південь від Мохаммедії.

## Визначні місця
- Касабланка — найбільше місто та економічний центр Марокко. Архітектурний ансамбль міста XX століття входить до попереднього списку Світової спадщини ЮНЕСКО.

- Ель-Джадіда (Мазарган) — старовинне портове місто на узбережжі Атлантичного океану, відоме своєю португальською архітектурою. Об'єкт світової спадщини ЮНЕСКО.